# بوبي كينغ
بوبي كينغ (بالإنجليزية: Bobby King)‏ (19 سبتمبر 1919 بنورثامبتون في المملكة المتحدة - 20 مايو 2003) هو لاعب كرة قدم بريطاني (وحمل سابقاً جنسية المملكة المتحدة لبريطانيا العظمى وأيرلندا) في مركز الهجوم. لعب مع نادي نورثامبتون تاون ووولفرهامبتون واندررز وRushden Town F.C. ‏.